# Бірочок Другий (зупинний пункт)
Бірочок Другий — пасажирський залізничний зупинний пункт Харківської дирекції Південної залізниці на електрифікованій лінії Мерефа — Лозова між станціями Бірки (4 км) та Шурине (6 км). Розташований в однойменному селі Чугуївського району Харківської області.

## Пасажирське сполучення
На платформі Бірочок Другий зупиняються приміські електропоїзди Харківського та Лозівського напрямків.